# Irrawaddydolfijn
De Irrawaddydolfijn (Orcaella brevirostris) is een dolfijn uit het geslacht Orcaella.  De soort leeft in de tropische wateren van Zuidoost-Azië, zowel in zee als in rivieren, waaronder de door Myanmar stromende Irrawaddy, waar het dier zijn naam aan dankt. In 2005 werd dankzij genetisch onderzoek vastgesteld dat de voor de kust van Australië en Nieuw-Guinea levende dieren een aparte, verwante soort vormen, Orcaella heinsohni.

## Beschrijving
De Irrawaddydolfijn is een gedrongen dolfijn. Hij is blauwgrijs op de rug en flanken, lichtgrijs op de buik. Hij heeft een grote meloen, waardoor zijn voorhoofd zeer bol lijkt. De snavelbek ontbreekt, maar de lippen steken iets naar voren. In de bovenkaak zitten twaalf tot twintig tanden, in de onderkaak vijftien tot twintig. De flippers zijn lang en breed, spatelvormig. Een kleine, sikkelvormige rugvin bevindt zich net achter het midden van de rug. De staart is breed en ingekerfd. Het blaasgat bevindt zich links van het midden. De Irrawaddydolfijn is te onderscheiden van Orcaella heinsohni door het ontbreken van een groef in de nek, een kleinere rugvin, een minder bol voorhoofd en de kleur: O. heinsohni is meer driekleurig, terwijl O. brevirostris tweekleurig is. De Irrawaddydolfijn is 210 tot 280 cm lang en 90 tot 150 kg zwaar.
Net als de witte dolfijn kent de Irrawaddydolfijn verscheidene gezichtsuitdrukkingen. Ze kunnen onder andere hun lippen tuiten en met water spuiten. Er zijn slechts twee halswervels vergroeid, waardoor het gezicht vrij beweeglijk is.
Irrawaddydolfijnen worden soms verward met doejongs en Indische bruinvissen, maar verschillen hiervan door de aanwezige rugvin. Ook is de Irrawaddydolfijn groter dan de Indische bruinvis.
De soort brengt korte tonen voort met een bereik van 60 kHz.

## Verspreiding en leefgebied
De meeste Irrawaddydolfijnen leven in de kustwateren, mangroves en estuaria van Zuidoost-Azië. Deze dieren zwemmen regelmatig riviermondingen in en de rivieren op. Enkele populaties leven permanent in zoetwater. Deze kunnen tot 1500 km stroomopwaarts aangetroffen worden. Permanente populaties leven in de rivieren de Mekong, de Ganges, de Brahmaputra, de Irrawaddy (Ayeyarwady) en de Mahakam, een rivier in Oost-Kalimantan, en in meren, waaronder het Chilkameer in India en het Songkhlameer in Thailand.

## Leefwijze
De Irrawaddydolfijn leeft in kleine groepen: meestal niet meer dan zes, bij hoge uitzondering tot vijftien dieren. Ze jagen in het open water en bij de bodem op onder andere garnalen en andere kreeftachtigen, vissen en inktvissen. Scholen vissen worden naar ondiepere gedeelten gedreven, zodat ze makkelijker te vangen zijn.
Eén jong wordt na een draagtijd van ongeveer veertien maanden geboren. Het is bij de geboorte één meter lang en twaalf kilogram zwaar. Na vier tot zes jaar zijn de dieren volgroeid. De levensverwachting is geschat op dertig jaar.

## Relatie met de mens
In rivieren en langs de kust komen de Irrawaddydolfijnen in nauw contact met mensen. In sommige gebieden werken de twee samen: de dolfijnen drijven vissen de netten van de vissers in, en de vissers belonen de dolfijnen met een klein deel van de vangst. In deze gebieden worden deze dieren vereerd. In andere gebieden worden de dolfijnen enkel als voedselconcurrenten gezien en worden ze gedood en soms ook opgegeten. Ook sterven veel dieren doordat ze in netten verstrikt raken en gaat de soort achteruit door habitatvernietiging, onder andere door de aanleg van dammen. De populaties in de Mekong, de Mahakam, de Ayeyarwady, het Thaise Songkhlameer en rond het Filipijnse eiland Palawan worden met uitsterven bedreigd. Volgens WWF bedroeg de populatie in de Mekong in 2010 zo'n 85 exemplaren. De populatie vertoont een licht dalende trend.
Irrawaddydolfijnen worden soms in dolfinaria gehouden. Ze planten zich in gevangenschap voort.